# Þórisvatn
Le Þórisvatn ou Thórisvatn est le plus grand lac d'Islande avec une superficie de 88 km2. Il est situé dans le sud du pays, près de la route Sprengisandur et des Hautes Terres d'Islande.

## Présentation

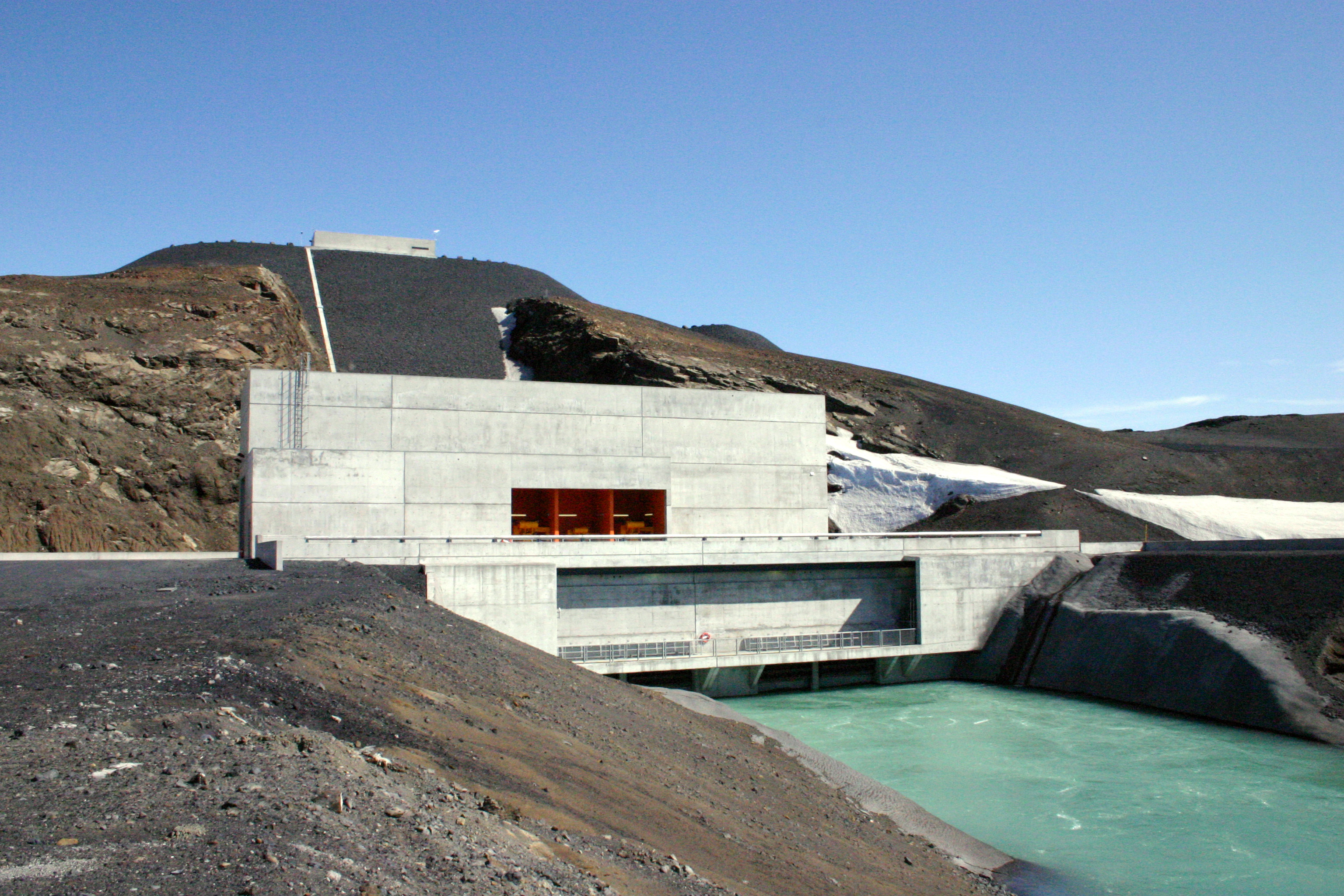
Centrale hydroéléctrique de Vatnsfell.

C'était auparavant le deuxième plus grand lac naturel d'Islande avec 70 km2, mais il fut ensuite utilisé comme réservoir pour la  centrale hydroélectrique de Vatnsfell, qui produit principalement de l'électricité en hiver. En conséquence, sa taille fluctue beaucoup au cours de l'année, mais peut atteindre jusqu'à 88 km2. Comme beaucoup d'autres lacs en Islande, le Þórisvatn est d'une couleur verte caractéristique des lacs glaciaires.